# 滇南山蚂蝗
滇南山蚂蝗（学名：Ototropis megaphylla），为豆科饿蚂蝗属下的一个物种，原生於中国云南到马来群岛西部一带。过去曾被归类于近緣的山蚂蝗属。

## 分布
本种分布于中国云南、缅甸、印度阿萨姆邦、东喜马拉雅山、泰国、马来西亚半岛、苏门达腊及爪哇。